# 安養寺 (倉敷市)

全景

安養寺（あんようじ）は、岡山県倉敷市にある高野山真言宗の寺院である。

## 歴史
伝承によれば、安養寺は奈良時代の延暦元年（782年）、報恩大師により真言宗の寺として開山。朝原千坊の中院として13世紀の室町時代には浅原の谷一帯に『浅原寺』と総称される寺院が立ち並んでいたとされている。池田家文庫等によると安養寺は享保2年（1717年）以前は現在地より220ｍ南、倉敷市街よりにあり、客殿や庫裏を備えた朝原寺の本坊であったことが判っている。
また、源平盛衰記では鹿ケ谷の変で治承元年（1177年）、備前国に追放された藤原成親が備中国安養寺に出家・受戒したと書かれている。

## 伽藍
安養寺は倉敷と総社を結ぶ浅原峠にあり、寺社地正面には天王池と呼ばれる池に朱色の浮見堂が造られている。参道の石段にある楼門の上に大きな毘沙門天が乗り、その下には船の大きな碇が置かれている。境内に上がると毘沙門堂に高さ約26mの多宝塔、羅教堂、鐘楼、茶室などが配置されている。
本殿である毘沙門堂には、金色の毘沙門天本尊が祀られ、成願堂には平安時代に造営された経塚の出土品で、釈迦誕生仏像・瓦経・等身大の毘沙門天像などの文化財が保存され、仏像は無料で公開されている。約11tの重量がある梵鐘は中国四国一の大きさとされている。また、神仏習合の寺であるため境内には鳥居が三箇所あり、七福神の銅像も配置されている。

## 文化財

### 重要文化財（国指定）

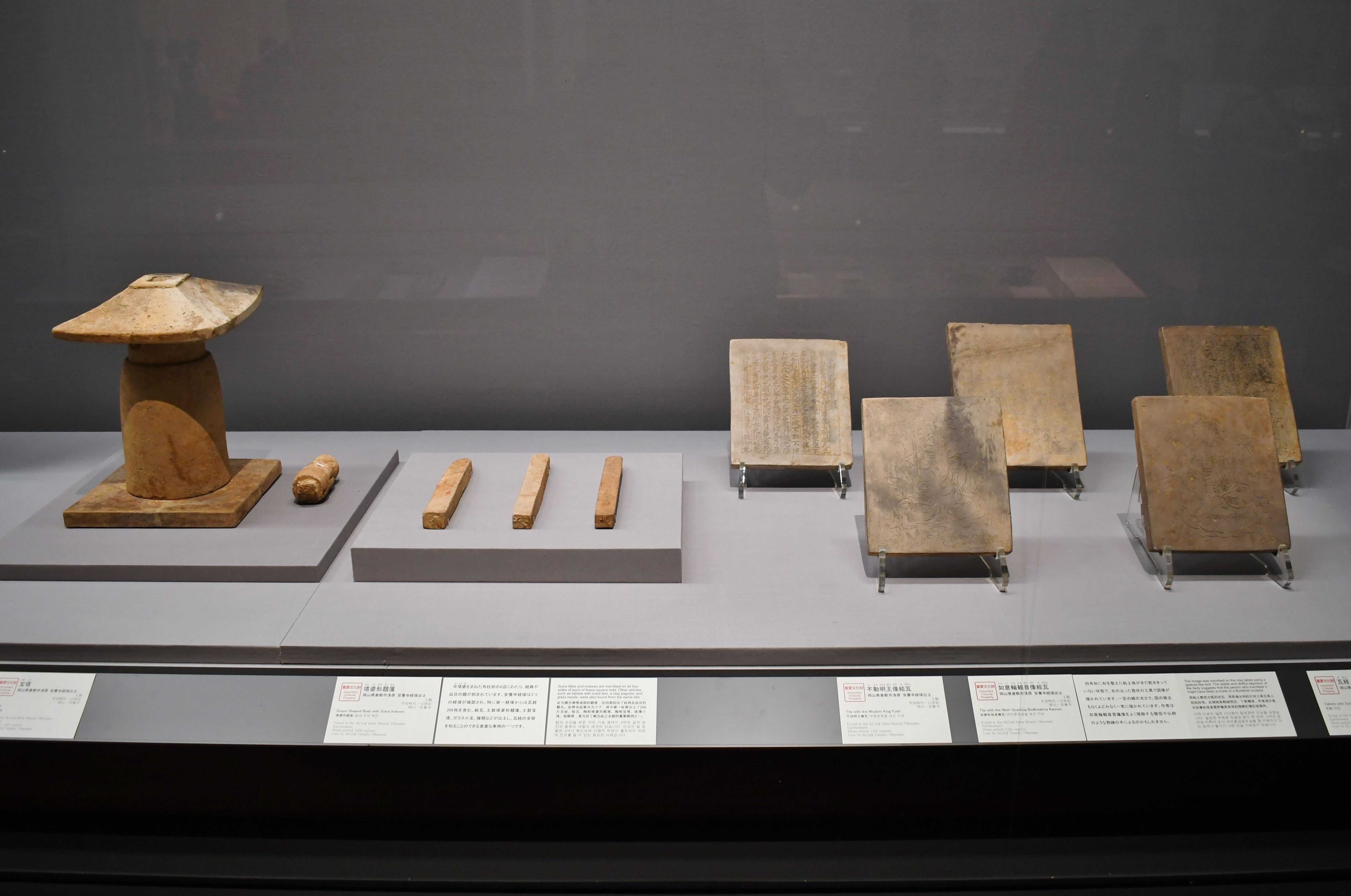
安養寺経塚 出土品東京国立博物館展示。

- 木造毘沙門天立像 - 檜材の一木造り。像高約205cm。平安時代[1]。
- 木造吉祥天立像 - 檜材の一木造り。像高約170cm。平安時代[2]。
- 備中国倉敷安養寺裏山経塚出土品 - 平安時代[3]。
  - 瓦経 213枚 - 法華経・般若心経を刻んだ瓦経208枚と仏画を刻んだ瓦5枚。
  - 土製塔婆形題箋 8本
  - 土製宝塔 1基

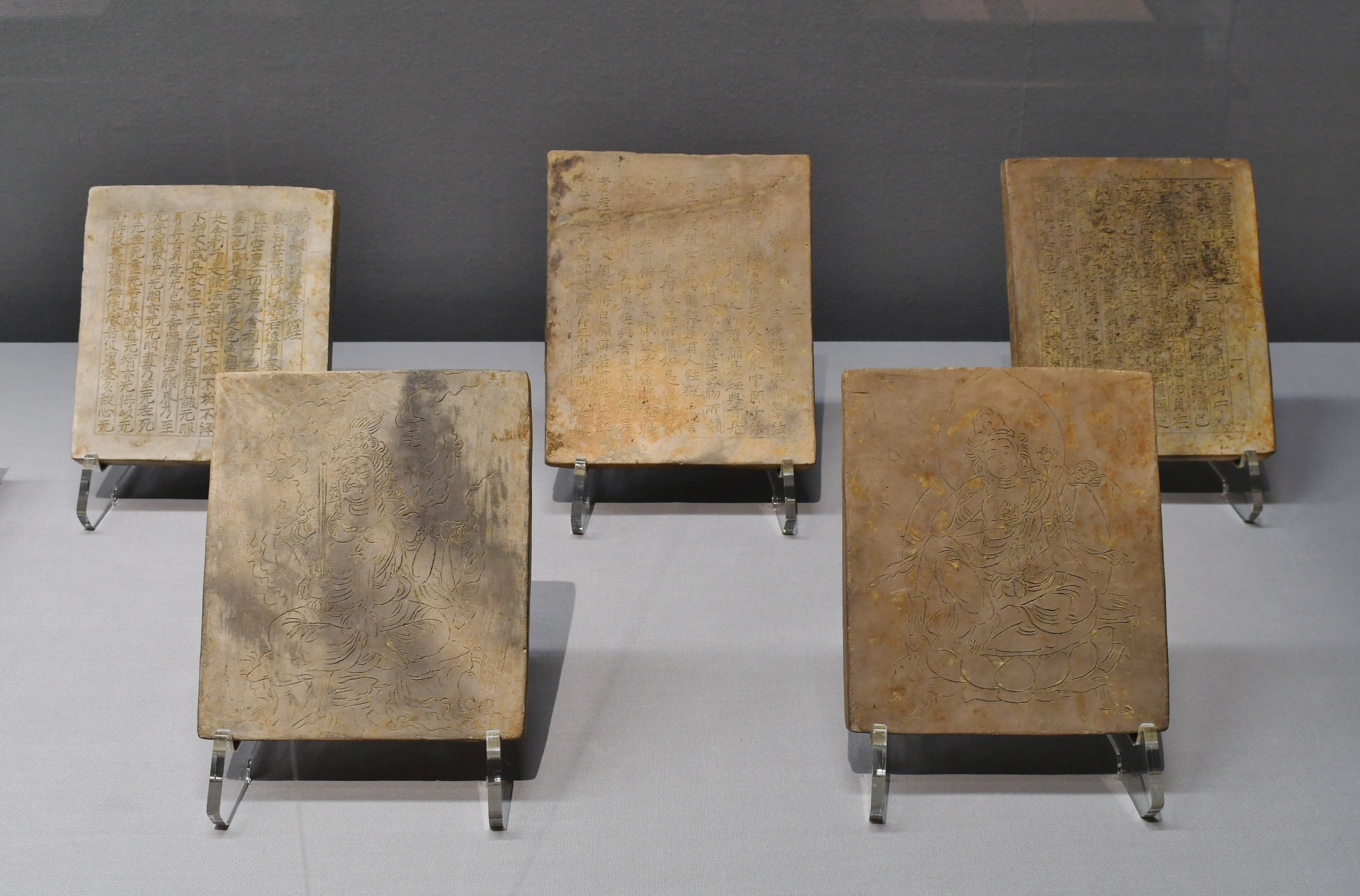
絵瓦・瓦経
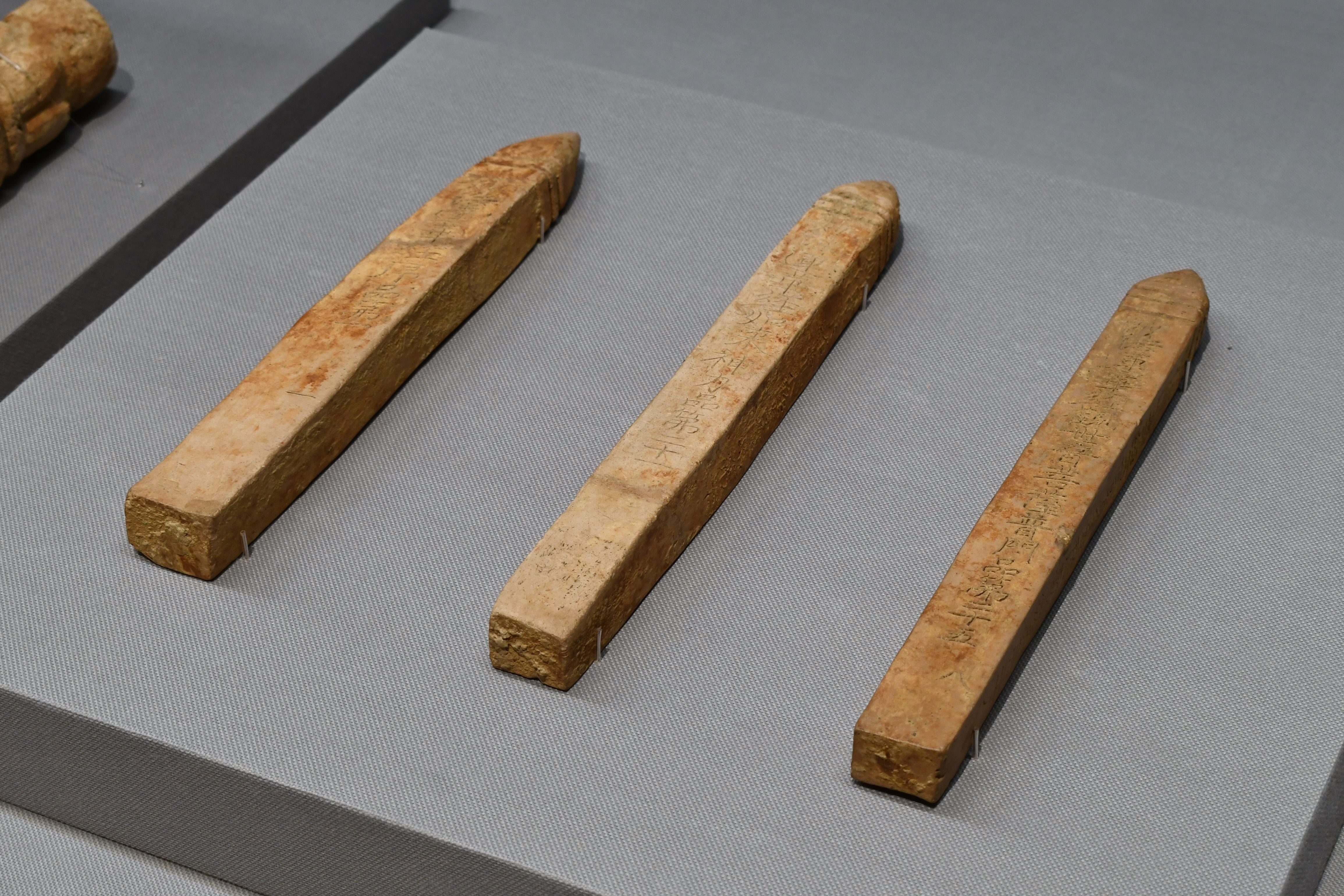
塔婆形題箋
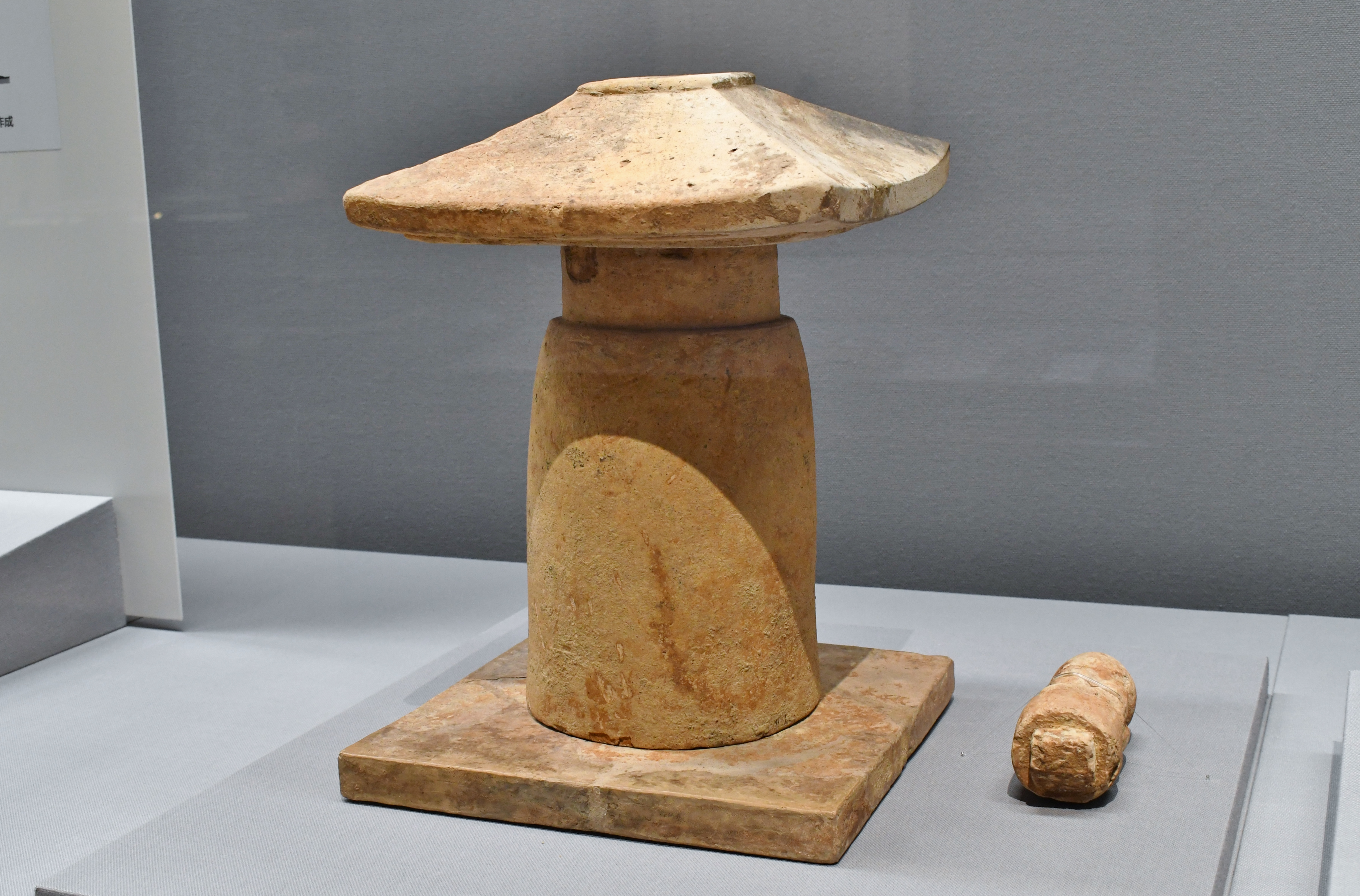
宝塔

## 所在地・交通アクセス
- 岡山県倉敷市浅原1573
- 山陽本線倉敷駅から約7km、山陽自動車道倉敷インターチェンジから約2.4km

## 関連資料
- 前川満『倉敷福山と安養寺』日本文教出版、岡山文庫（1997年7月）
- 『神社仏閣を巡る まいられぇ岡山』山陽新聞社（2017年版、29頁）